# Paralephana
Paralephana là một chi bướm đêm thuộc họ Erebidae.